# Druentia maculata
Druentia maculata är en insektsart som beskrevs av Jean Risbec 1950. Druentia maculata ingår i släktet Druentia och familjen lyktstritar. Inga underarter finns listade i Catalogue of Life.